# Romblonspökuggla
Romblonspökuggla (Ninox spilonotus) är en fågel i familjen ugglor inom ordningen ugglefåglar.

## Utseende och läte
Romblonspökugglan är en medelstor till stor spökuggla med en kroppslängd på 26 cm. Ansiktsskivan är otydlig och undersidan mestadels ostreckat ockrabrun. Den saknar också vit strupfläck och ett tydligt ljust ögonbrynsstreck som finns hos närbesläktade arter. På huvudet syns mörkbrun panna, hjässa och nacke med små beigefärgade fläckar. Manteln är otecknad men på skapulurarer och tertialier syns mörkbruna och beigefärgade band. Stjärten är mörk med smala beigefärgade band. Ögonen är bjärt gula medan näbben är ljust olivgul.

## Utbredning och systematik
Romblonspökuggla förekommer i Filippinerna och delas in i två underarter med följande utbredning:
- Ninox spilonotus spilonotus – förekommer på ön Sibuyan
- Ninox spilonotus fisheri – förekommer på ön Tablas

Tidigare fördes arten till luzonspökuggla (Ninox philippensis), då under det svenska trivialnamnet filippinsk spökuggla.

## Status och hot
Fram till 2017 kategoriserade internationella naturvårdsunionen IUCN arten som sårbar, men uppdraderade den nyligen till kategorin starkt hotad. Den är endast känd med säkerhet från två öar där habitatförlusten är omfattande på grund av röjning för jordbruk, gruvbrytning och skogsavverkning för timmer. Beståndet tros vara i minskande och mycket litet, med båda delpopulationerna bestående av färre än 250 vuxna individer.

## Namn
Romblon är namnet på en provins i Filippinerna där arten förekommer.